# DUSKY80
DUSKY80은 대한민국의 6인조 혼성 음악 그룹이다. 2016년 싱글 <걱정안해요>로 데뷔했다.

## 수상
- 제4회 All Star 아티스트 페스티벌 우수상 (2020)